# Tipula johnsoniana
Tipula johnsoniana är en tvåvingeart som beskrevs av Alexander 1915. Tipula johnsoniana ingår i släktet Tipula och familjen storharkrankar. Inga underarter finns listade i Catalogue of Life.